# Phenacogaster suborbitalis
Phenacogaster suborbitalis är en fiskart som beskrevs av Ahl, 1936. Phenacogaster suborbitalis ingår i släktet Phenacogaster och familjen Characidae. Inga underarter finns listade i Catalogue of Life.